# Mwinyi Zahira
Mwinyi Zahira ou Zahera, né le 19 octobre 1962 en République démocratique du Congo, est un entraîneur de football congolais.

## Biographie

### Jeunesse
Après avoir obtenu son diplôme d'état, il quitte Goma pour faire ses études à Kinshasa, à l'ISTA.

### Footballeur
A Kinshasa, Mwinyi Zahera combinait ses études avec le football. il jouait au sein du club Sozacom.
Il est contacté par un agent des joueurs belge Karl Broken pour l'emmené jouer en Belgique. Ce dernier avait également amené beaucoup d’autres joueurs en Europe notamment Dejano Makukula, Aimé Kongolo et Lambic Wawa.
Il est transféré au Anvers FC où il évolua pendant deux. A la fin de son contrat, il est transféré en France où il a joué au sein des clubs de deuxième division tels qu’Amiens, Beauvais et Abbeville.

### Carrière d'entraîneur
Ruiné par des problèmes de pubalgie, il se lance dans les études sportives. Il décroche alors les diplômes d’entraineur UEFA A, de  psychologie et de pédagogie.
Formateur des entraîneurs au Cadre technique Ligue Nord/Pas de Calais de football. Il est connu en France grâce à ses succès au SC Feignies, club qu’il entraina de 2000 à 2010 et avec lequel il connaîtra quatre montées pour le mener jusqu’en CFA 2.
En 2011, il a entraîné le club Belge de Tubize.
En 2015, il dévient l'entraîneur du DC Motema Pembe mais après quelques mois de gestion les joueurs le pousse à démissionner de son poste. En Mars 2016, il quitte le club est laisse le poste à Daniel Bréard.
En 2018, il fait sa première expérience en Tanzanie avec le Young Africans SC,.
Il rébondit en Tanzanie en 2020 dans le FC Gwambina.
Le technicien congolais Zahira Mwinyi a été nommé directeur de développement à Young Africans en 2021.
En 2022, Il dévient entraîneur du Tanzania Polisi,.
il dévient entraîneur de Coastal Union en 2023.
Mwinyi termina la saison 2023-2024 avec le Namungo FC dont il est limogé en septembre 2024,.